# Explosia
«Explosia» es el tercer sencillo escogido por la banda Gojira para promocionar L'Enfant Sauvage y es la canción que abre el disco. Fue lanzado el 19 de noviembre de 2012.
Con un comienzo inicial demoledor, donde se destaca una lección de batería a cargo de Mario Duplantier, hasta el cambio de ritmo a mitad de canción todo se torna más denso, finaliza con un acompañamiento de voz y batería con un ritmo de guitarras pesadas que crean un ambiente desolador.
El vídeo no tiene demasiadas sorpresas, pero demuestra que la banda en directo posee una gran puesta en escena, contundentes tocando sus instrumentos, ante un gran público en un recinto pequeño. Fue filmado en el estudio Webster Hall, Nueva York el 14 de agosto de 2012.

## Lista de canciones
| N.º | Título     | Duración |  |
| 1.  | «Explosia» | 6:39     |  |

## Personal
- Joe Duplantier – voz, guitarra
- Christian Andreu – guitarra
- Jean-Michel Labadie – bajo
- Mario Duplantier – batería